# 등족영주가
등족영주가(독일어: Standesherren, 영어: Mediatized Houses)는 신성로마제국의 구 귀족가문 중 1803년-1815년 제국대표자회의 주요결의의 결과 자신의 직할 영지가 통폐합되어 독립된 영주로서의 신분을 잃었지만 그 이후로도 독립국 왕족과 상응하는 격을 갖춘 것으로 취급받은 귀족가문들이다. 독일 귀족 체계에서 왕족과 일반귀족 사이에 존재하는 최상급 귀족가문들이라고 할 수 있다.
공작 및 후작 등족영주들은 전하(Durchlaucht), 백작 등족영주들은 합하(Erlaucht)라고 불리었다.

## 공작가
- 아렌베르크
- 크로이
- 로츠코어슈바렘

## 후작가
- 아우어슈페르크
- 벤타임슈타인푸르트 (1817년 이전까지는 백작)
- 벤타임테클렌부르크 (1817년 이전까지는 백작)
- 카슈텔카슈텔 (1901년 이전까지는 백작)
- 카슈텔뤼덴하우젠 (1901년 이전까지는 백작)
- 콜로레도만슈펠트
- 디트리히슈타인
- 에르바흐쇤베르크 (1903년 이전까지는 백작)
- 에스테르하지
- 푸거바벤하우젠
- 푸거글뢰트 (1913년 이전까지는 백작)
- 퓌르스텐베르크
- 호엔로에노이엔슈타인
- 호엔로에노이엔슈타인잉겔핑겐
- 호엔로에노이엔슈타인키르히베르크
- 호엔로에노이엔슈타인랑겐부르크
- 호엔로에발덴부르크바르텐슈타인
- 호엔로에발덴부르크슈일링스퓌르스트
- 카우니츠리트베르크
- 케펜휠러메트슈
- 라이닝겐
- 라이엔
- 로브코비츠
- 뢰벤슈타인베르타임프로이덴베르크
- 뢰벤슈타인베르타임로젠베르크
- 메테르니히비네부르크
- 오르시니로젠베르크
- 외팅겐슈필베르크
- 외팅겐발러슈타인
- 쿠아트이스니 (1901년 이전까지는 백작)
- 잘름키르부르크
- 잘름호르스트마르 (1817년 이전까지는 백작)
- 잘름라이퍼실트디크 (1816년 이전까지는 백작)
- 잘름라이퍼실트크라우타임 (1804년 이전까지는 백작)
- 잘름라이퍼실트라이츠
- 잘름잘름
- 자인비트겐슈타인베를레부르크
- 자인비트겐슈타인호엔슈타인
- 쇤부르크하르텐슈타인
- 쇤부르크발덴부르크
- 슈바르첸베르크
- 졸름스브라운펠스
- 졸름스호엔졸름스리히
- 슈타르헴베르크
- 슈톨베르크로시아 (1893년 이전까지는 백작)
- 슈톨베르크슈톨베르크 (1893년 이전까지는 백작)
- 슈톨베르크베르니거로데 (1890년 이전까지는 백작)
- 투언운트탁시스
- 트라우트만슈도르프바인슈베르크
- 발덴부르크볼페크발트제
- 발덴부르크차일트라우히부르크
- 발덴부르크차일부어차흐
- 비트노이비트
- 빈디슈그레츠
- 이젠부르크운트뷔딩겐
- 이젠부르크운트뷔딩겐 인 뷔딩겐
- 이젠부르크운트뷔딩겐 인 베히터슈바흐

## 백작가
- 벤팅크
- 에르바흐에르바흐
- 에르바흐퓌르스테나우
- 푸거키르히베르크바이센호른
- 푸거키르히하임
- 푸거노르덴도르프
- 기흐
- 하라흐 추 로흐라우운트탄하우젠
- 쾨니히제크아울렌도르프
- 퀴프슈타인그라일렌슈타인
- 라이닝겐빌리크하임
- 라이닝겐노이데나우
- 라이닝겐베스터부르크알틀라이닝겐
- 라이닝겐베스터부르크노일라이닝겐
- 나이페르크
- 오르텐부르크탐바흐
- 파펜하임
- 플라텐할러문트
- 퓌클러운트림푸르크
- 레흐베르크운트로텐뢰벤
- 레흐테렌림푸르크
- 샤에스베르크탄하임
- 슐리츠게난트 폰 괴르츠
- 쇤보른부흐하임
- 쇤보른비젠타이드
- 쇤부르크힌터글라우하우
- 쇤부르크로흐슈베르크
- 쇤부르크베흐젤부르크
- 졸름스라우바흐
- 졸름스뢰델하임
- 졸름스빌덴펠스
- 슈타디온탄하우젠
- 슈타디온바르타우젠
- 슈타르헴베르크
- 슈테른베르크만데르실트
- 퇴링그구텐첼
- 발트보트 폰 바센하임
- 발데크피르몬트
- 발모덴김보른
- 부름브란트슈투파흐
- 이센부르크운트뷔딩겐 인 메어홀츠
- 이센부르크운트뷔딩겐 인 필리프자이히